# Бандуровский, Константин Владимирович
Константи́н Влади́мирович Бандуро́вский (род. 1964, Луганск, УССР, СССР) — российский историк философии, поэт и переводчик, философ, специалист в области средневековой философии и философии Фомы Аквинского. Кандидат философских наук, доцент.

## Биография
Окончил философский факультет РГГУ.
В 2001 году в РГГУ под научным руководством доктора философских наук, профессора С. С. Неретиной защитил диссертацию на соискание учёной степени кандидата философских наук по теме «Концепция бессмертия души в философии Фомы Аквинского и её историко-философские истоки» (специальность 09.00.03 — история философии).
Доцент Института Русская антропологическая школа.
Переводчик Фомы Аквинского, Альберта Великого, Р. Бультмана, Эдмунда Гуссерля, Ханны Арендт, статей современных философов. Научные публикации в журналах «Вопросы философии», «Историко-философский ежегодник», «Человек», «Вестник Российского философского общества», «Вестник Русского христианского гуманитарного института», различных сборниках. Энциклопедические статьи для «Новой философской энциклопедии» (2000—2001), «Этика. Энциклопедический словарь» (2001), «Малой Российской энциклопедии» (2004) и др.
Пишет статьи о современном литературном процессе и рецензии, они опубликованы в периодических изданиях «Современная поэзия», «Литературная газета», «НГ Ex libris», «Книжное обозрение», «Time Out» и др. Стихи и статьи о литературе печатались в «Антологии русского верлибра» (1991), журналах «TextOnly», «Reflection» (Чикаго), «Сетевая поэзия», электронном журнале «Рец» .
Профессор Свободного университета.
В феврале 2022 года эмигрировал из России.

## Научные труды

### Монографии
- Бандуровский К. В. Бессмертие души в философии Фомы Аквинского. — М.: РГГУ, 2011. — 328 с. ISBN 978-5-7281-1231-0

### Новая философская энциклопедия
- Бандуровский К. В. Акт и потенция // Новая философская энциклопедия / Ин-т философии РАН; Нац. обществ.-науч. фонд; Предс. научно-ред. совета В. С. Стёпин, заместители предс.: А. А. Гусейнов, Г. Ю. Семигин, уч. секр. А. П. Огурцов. — 2-е изд., испр. и допол. — М.: Мысль, 2010. — ISBN 978-5-244-01115-9.
- Бандуровский К. В. Личность // Новая философская энциклопедия / Ин-т философии РАН; Нац. обществ.-науч. фонд; Предс. научно-ред. совета В. С. Стёпин, заместители предс.: А. А. Гусейнов, Г. Ю. Семигин, уч. секр. А. П. Огурцов. — 2-е изд., испр. и допол. — М.: Мысль, 2010. — ISBN 978-5-244-01115-9.
- Бандуровский К. В. Маритен, Жак // Новая философская энциклопедия / Ин-т философии РАН; Нац. обществ.-науч. фонд; Предс. научно-ред. совета В. С. Стёпин, заместители предс.: А. А. Гусейнов, Г. Ю. Семигин, уч. секр. А. П. Огурцов. — 2-е изд., испр. и допол. — М.: Мысль, 2010. — ISBN 978-5-244-01115-9.
- Бандуровский К. В. Суарес // Новая философская энциклопедия / Ин-т философии РАН; Нац. обществ.-науч. фонд; Предс. научно-ред. совета В. С. Стёпин, заместители предс.: А. А. Гусейнов, Г. Ю. Семигин, уч. секр. А. П. Огурцов. — 2-е изд., испр. и допол. — М.: Мысль, 2010. — ISBN 978-5-244-01115-9.
- Бандуровский К. В. «Сумма против язычников» // Новая философская энциклопедия / Ин-т философии РАН; Нац. обществ.-науч. фонд; Предс. научно-ред. совета В. С. Стёпин, заместители предс.: А. А. Гусейнов, Г. Ю. Семигин, уч. секр. А. П. Огурцов. — 2-е изд., испр. и допол. — М.: Мысль, 2010. — ISBN 978-5-244-01115-9.
- Бандуровский К. В. «Сумма Теологии» // Новая философская энциклопедия / Ин-т философии РАН; Нац. обществ.-науч. фонд; Предс. научно-ред. совета В. С. Стёпин, заместители предс.: А. А. Гусейнов, Г. Ю. Семигин, уч. секр. А. П. Огурцов. — 2-е изд., испр. и допол. — М.: Мысль, 2010. — ISBN 978-5-244-01115-9.
- Бандуровский К. В. Томизм // Новая философская энциклопедия / Ин-т философии РАН; Нац. обществ.-науч. фонд; Предс. научно-ред. совета В. С. Стёпин, заместители предс.: А. А. Гусейнов, Г. Ю. Семигин, уч. секр. А. П. Огурцов. — 2-е изд., испр. и допол. — М.: Мысль, 2010. — ISBN 978-5-244-01115-9.
- Бандуровский К. В. Фома Аквинский // Новая философская энциклопедия / Ин-т философии РАН; Нац. обществ.-науч. фонд; Предс. научно-ред. совета В. С. Стёпин, заместители предс.: А. А. Гусейнов, Г. Ю. Семигин, уч. секр. А. П. Огурцов. — 2-е изд., испр. и допол. — М.: Мысль, 2010. — ISBN 978-5-244-01115-9.
- Бандуровский К. В. Форма и материя // Новая философская энциклопедия / Ин-т философии РАН; Нац. обществ.-науч. фонд; Предс. научно-ред. совета В. С. Стёпин, заместители предс.: А. А. Гусейнов, Г. Ю. Семигин, уч. секр. А. П. Огурцов. — 2-е изд., испр. и допол. — М.: Мысль, 2010. — ISBN 978-5-244-01115-9.

### Статьи
- Бандуровский К. В. Проблемы этики в «Сумме теологии» Фомы Аквинского // Вопросы философии. 1997. № 9. С. 156—162.
- Бандуровский К. В. Предисловие к переводу вопроса 14-го из «Дискуссионных вопросов о душе» Фомы Аквинского // Историко-философский ежегодник’98. М., 2000. С. 93-96.
- Бандуровский К. В. Понятие «контингентного» и проблема свободы воли у Фомы Аквинского // Историко-философский ежегодник’99. М.. 2001.
- Бандуровский К. В. Критика монопсихизма Фомой Аквинским // Вестник РХГИ. 2001. № 4.
- Бандуровский К. В. Методологическая рефлексия относительно научного познания в «Комментарий к „О Троице“ Боэция» Фомы Аквинского // Вопросы философии. № 6. 2005.
- Бандуровский К. В. Случайные связи // Топос, 22.02.2005
- Бандуровский К. В. Мальчики – налево, девочки – направо. (или, говоря проще, О консервативном правом уклоне манихейского мазохизма в поэзии) // Топос, 08.08.2006
- Бандуровский К. В. Вечер поэзии в Политехническом: возрождение традиции? // Топос, 13.11.2006
- Бандуровский К. В. Теология как наука в методологической рефлексии Фомы Аквинского // Вестник РХГИ. 2006. № 6.
- Бандуровский К. В. Средневековая философия; Философия Возрождения и Реформации // История мировой философии. Под ред. В. Д. Губина и др., М.: АСТ-Астрель-ХРАНИТЕЛЬ, 2007. С. 97-145.

### Публичные лекции
- Курс «Мифическое и логическое мышление».
- Курс «Русская формальная школа».
- Курс «Философское сознание».

### Переводы
- Фома Аквинский. Доказательства бытия Бога в «Сумме против язычников» и «Сумме теологии». (Перевод с лат. и нем.) М.: Изд. ИФ РАН, 2000.
- Фома Аквинский. Учение о душе. (Вступительные статьи, перевод, комментарии). — СПб.: Азбука, 2004.

## Художественные произведения
- Бандуровский К. В. Диптих. — М. : ОГИ, 2005. — 101 с. — (Поэтическая серия Объединенного гуманитарного издательства и клуба "Проект О.Г.И.") ISBN 5-94282-313-8